# Sous-Gare/Ouchy
Sous-Gare/Ouchy est un quartier de la ville de Lausanne et une ancienne commune située au sud de la ville, au bord du Léman.
La « commune libre d'Ouchy », créée probablement au XIIIe siècle et originellement propriété de la principauté épiscopale de Lausanne depuis 1244, fut annexée à la ville de Lausanne en 1798. Elle subsiste aujourd'hui à titre de curiosité anecdotique, liée à la Confrérie des Pirates d'Ouchy.

## Géographie
Le quartier Sous-Gare/Ouchy se situe dans le sud de la ville de Lausanne. Il est délimité au nord par la gare de Lausanne et les voies de chemin de fer, à l'est par l'avenue Mon-Loisir et le chemin du Beau-Rivage, au sud par le Léman et à l'ouest par le chemin de Bellerive, le parc de Milan et l'avenue de Milan.
Ses artères principales nord-sud sont l'avenue de la Harpe, l'avenue d'Ouchy, et la ligne M2 du métro de Lausanne qui relient tout le port d'Ouchy à la gare CFF. Le quartier est traversé d'ouest en est par plusieurs axes importants, l'avenue de Rhodanie/quai de Belgique au bord du lac, l'avenue de Cour/avenue de l'Élysée au milieu du quartier, l'avenue Dapples/avenue des Acacias un peu plus au nord, et le boulevard de Grancy au nord du quartier.

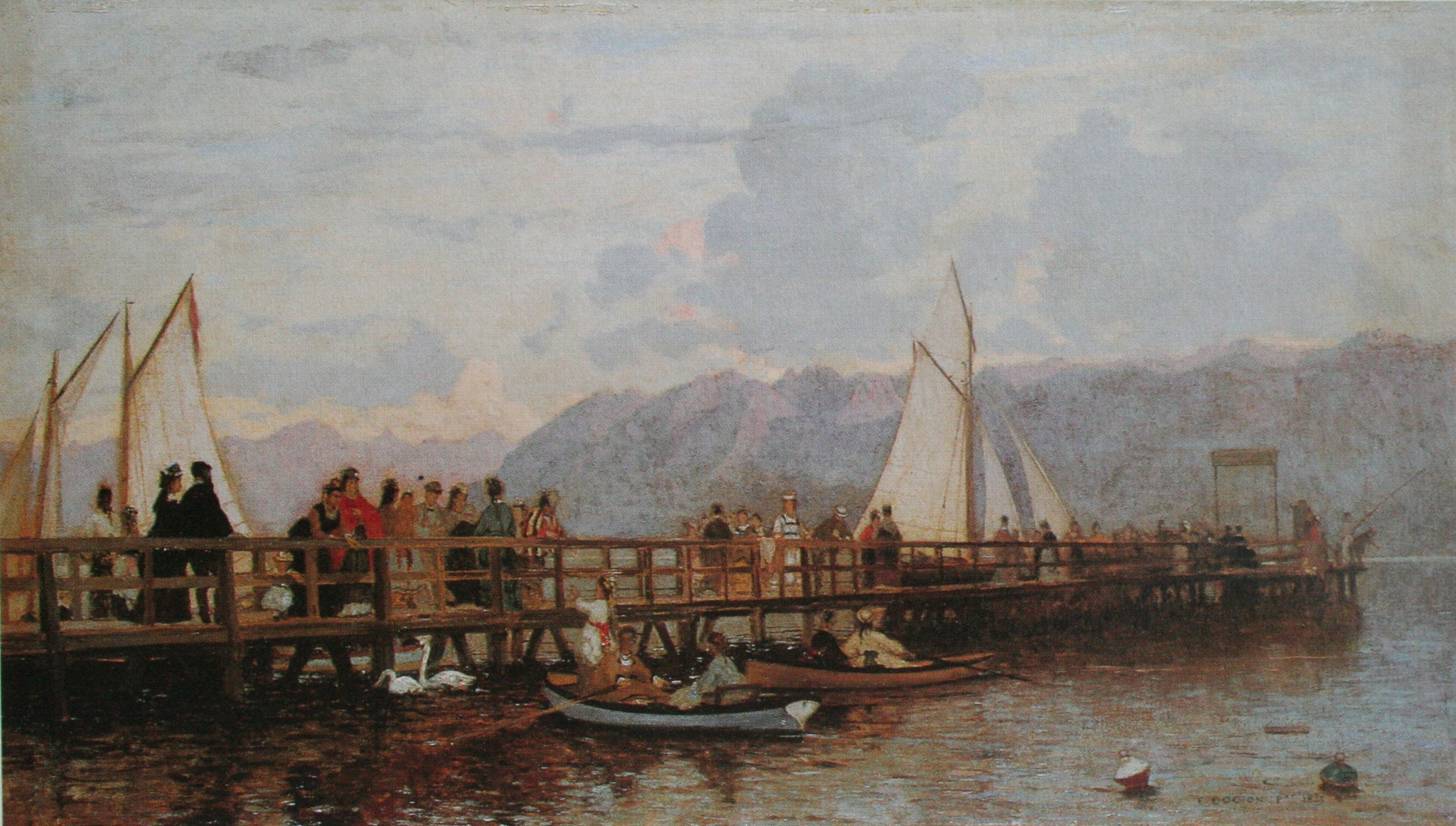
Embarcadère à Ouchy par François Bocion, 1875.

## Transport
C'est au port d'Ouchy que les bateaux de la Compagnie générale de navigation sur le lac Léman (CGN) arrivent à Lausanne. C'est aussi dans Sous-Gare/Ouchy que se situe le terminus sud du métro M2 (station Ouchy-Olympique). Depuis le 26 juin 2009, le quartier dispose d'une station de vélos en libre-service (15 places) de Velopass, reliée aux stations du campus UNIL-EPFL et de Morges.

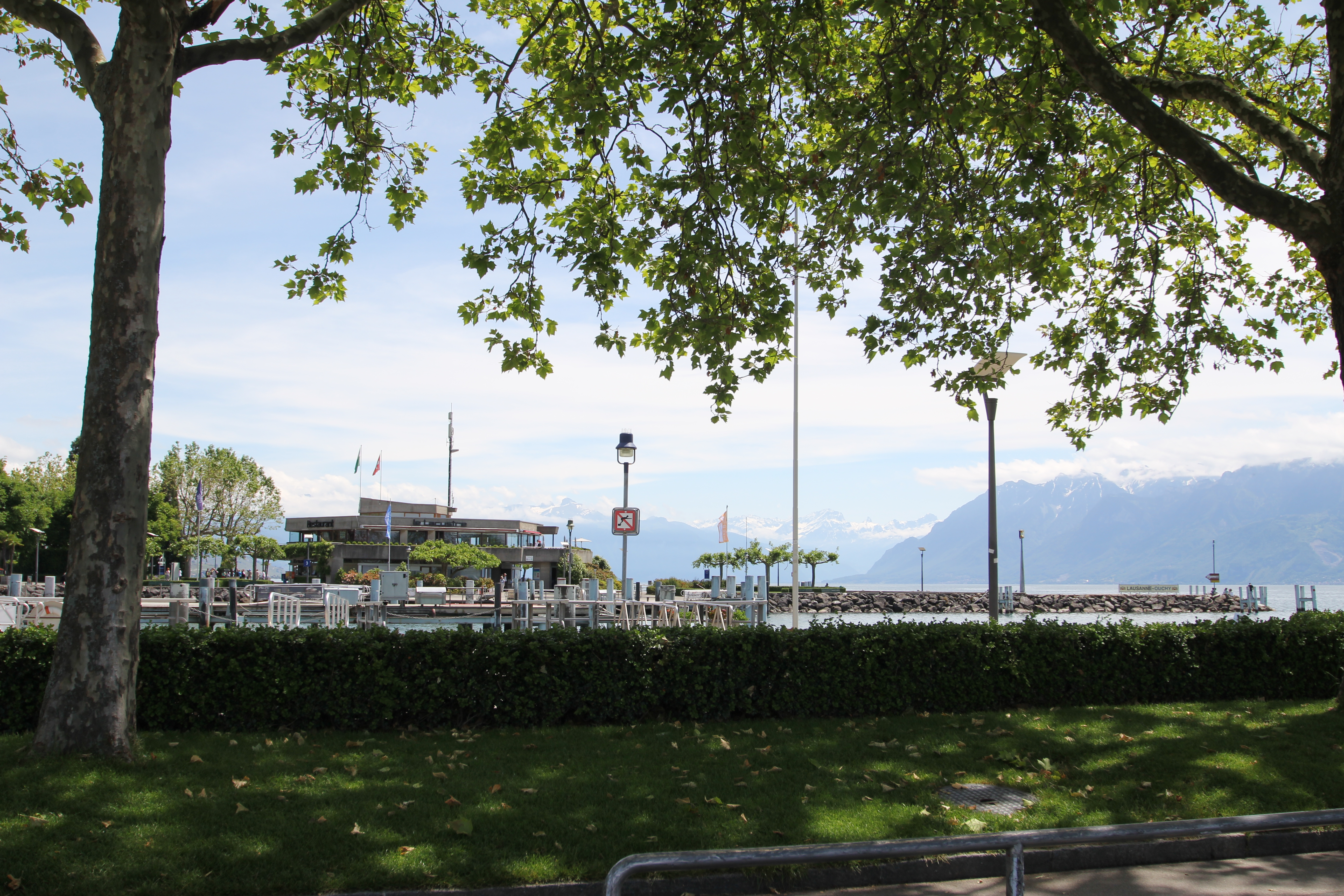
Platanes sur la rive aménagée du lac

## Pirates d'Ouchy
La Confrérie des pirates d'Ouchy est une société fondée le 16 juin 1934. Un des pirates célèbre est le conseiller fédéral Jean-Pascal Delamuraz.
En 1948, dans le but de conserver en état de naviguer la dernière barque à voiles latines du Léman, la confrérie acheta La Violette, une vieille barque qui transportait des matériaux tels que pierres, sable, gravier, bois, etc. Elle fut rebaptisée La Vaudoise.

## Première usine à gaz de Lausanne
Une première usine, entreprise privée, est construite en 1847-1849 à Ouchy (av. La Harpe 58) à proximité du lac, ce qui facilite l’approvisionnement en combustible. L’usine comprend alors deux fours, cinq cornues et deux gazomètres. Puis l’établissement industriel se développe progressivement et l’on construit vers 1872, à l’ouest, une halle des fours. L’ensemble est racheté par la ville de Lausanne en 1896. Dès 1911, toutefois, la fabrication du gaz de ville est déplacée à la nouvelle usine à gaz de Malley, à Renens, et cette première usine lausannoise, abandonnée, est démolie en 1985.

### Projet hôtel-tour d'Ouchy
En 1972, sur ce terrain appartenant encore à la commune, le Conseil communal et la Municipalité (avec deux futurs conseillers fédéraux, Georges-André Chevallaz, alors syndic, et Jean-Pascal Delamuraz, alors municipal chargé des travaux publics) voulaient octroyer un cautionnement et constituer un droit de superficie en faveur d'une société immobilière pour construire à Ouchy (angle de la rue de Rhodanie et de l'av. de la Harpe) un hôtel-tour et un centre commercial. L'hôtel-tour était prévu mesurer environ 53 mètres de haut. Pour comparaison, la tour Bel-Air mesure 55 mètres de haut depuis la place Bel-Air (68 mètres de haut depuis la rue de Genève). Le 8 mars 1972 un débat houleux eut lieu à Ouchy opposant l'ADIL (Association des intérêts de Lausanne) ancêtre de Lausanne Tourisme et Jean-Pascal Delamuraz, qui soutenaient notamment le projet pour augmenter la capacité hôtelière de Lausanne, à Georges Croset du POP, des habitants du quartier et des représentants du Mouvement de la lutte collective des locataires, qui rejetaient le projet notamment pour la hauteur de l'hôtel-tour, et que les touristes soient privilégiés au détriment des habitants de Lausanne. Lors du scrutin du 25 juin 1972, les habitants de Lausanne rejettent massivement la construction de l'hôtel-tour d'Ouchy par 14 820 non et 7 016 oui. La participation s'est élevée à 27,8 %,.

## Journal
Le Journal d'Ouchy a été fondé en 1931 par le Dr Francis-Marius Messerli, qui en était alors le principal, sinon le seul rédacteur. Il sort neuf numéros par année, tirés à 21 500 exemplaires.

## Associations
La société d'étudiants Stella Valdensis fut fondée par les élèves de l'École spéciale à l'Hôtel du Port en 1857.